# Meilhards
Meilhards is een gemeente in het Franse departement Corrèze (regio Nouvelle-Aquitaine) en telt 530 inwoners (2004). De plaats maakt deel uit van het arrondissement Tulle.

## Geografie
De oppervlakte van Meilhards bedraagt 44,4 km², de bevolkingsdichtheid is 11,9 inwoners per km².

## Wegen
Meilhards ligt op de kruising van de D20 en de D137.
De onderstaande kaart toont de ligging van Meilhards met de belangrijkste infrastructuur en aangrenzende gemeenten.

## Demografie
Onderstaande figuur toont het verloop van het inwonertal (bron: INSEE-tellingen).

## Externe links

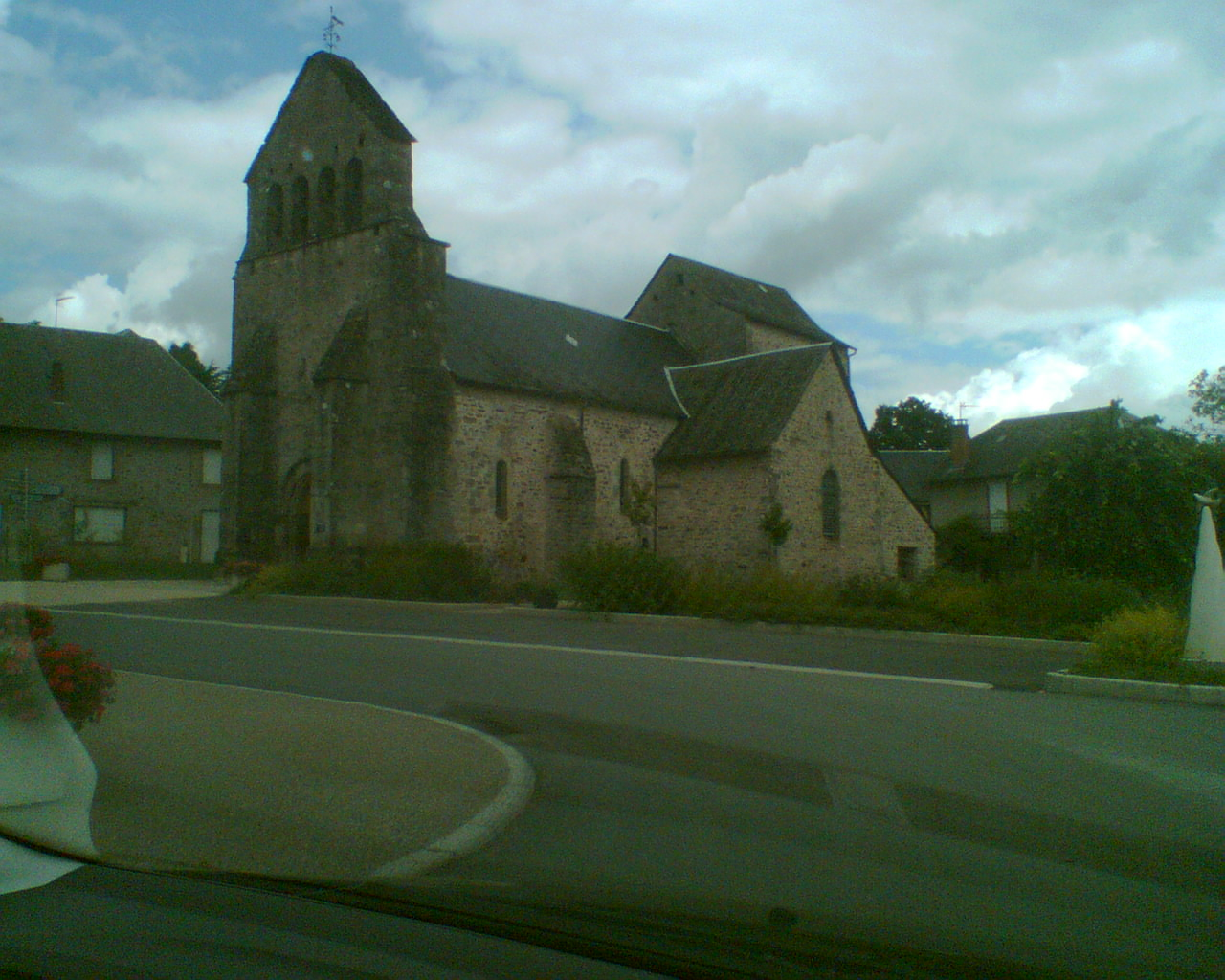
Kerk in Meilhards